# Bermudas nos Jogos Olímpicos de Verão de 2024
Bermudas participaram dos Jogos Olímpicos de Verão de 2024, realizados em Paris, na França. Foi a 20.ª aparição do território nos Jogos Olímpicos de Verão desde a estreia em Berlim 1936.
Foi representado por oito atletas que competiram em cinco esportes, mas nenhum conquistou medalhas.

## Competidores
Esta foi a participação por modalidade nesta edição:
| Esporte   | Masculino | Feminino | Total |
| --------- | --------- | -------- | ----- |
| Atletismo | 1         | 0        | 1     |
| Natação   | 1         | 1        | 2     |
| Remo      | 1         | 0        | 1     |
| Triatlo   | 1         | 2        | 3     |
| Vela      | 0         | 1        | 1     |
| Total     | 4         | 4        | 8     |

## Desempenho

### Atletismo
- Q = Qualificado para a próxima fase
- q = Qualificado para a próxima fase como o perdedor mais rápido ou, em eventos de campo, pela posição sem atingir o alvo para qualificação
- N/A = Fase não aplicável para o evento
- Bye = Atleta não precisou disputar aquela fase

Masculino
Eventos de campo
| Atleta              | Evento       | Qualificação | Qualificação | Final       | Final       | Ref.  |
| Atleta              | Evento       | Marca        | Pos.         | Marca       | Pos.        | Ref.  |
| ------------------- | ------------ | ------------ | ------------ | ----------- | ----------- | ----- |
| Jah-Nhai Perinchief | Salto triplo | 16.23        | 28           | Não avançou | Não avançou | [ 5 ] |

### Natação
Masculino
| Atleta      | Evento       | Eliminatórias | Eliminatórias | Semifinal   | Semifinal   | Final       | Final       | Ref.  |
| Atleta      | Evento       | Tempo         | Pos.          | Tempo       | Pos.        | Tempo       | Pos.        | Ref.  |
| ----------- | ------------ | ------------- | ------------- | ----------- | ----------- | ----------- | ----------- | ----- |
| Jack Harvey | 100 m costas | 55.78         | 39            | Não avançou | Não avançou | Não avançou | Não avançou | [ 6 ] |

Feminino
| Atleta      | Evento       | Eliminatórias | Eliminatórias | Semifinal   | Semifinal   | Final       | Final       | Ref.  |
| Atleta      | Evento       | Tempo         | Pos.          | Tempo       | Pos.        | Tempo       | Pos.        | Ref.  |
| ----------- | ------------ | ------------- | ------------- | ----------- | ----------- | ----------- | ----------- | ----- |
| Emma Harvey | 100 m costas | 1:01.47       | 23            | Não avançou | Não avançou | Não avançou | Não avançou | [ 7 ] |

### Remo
Masculino
| Atleta        | Evento        | Baterias | Baterias | Repescagem | Repescagem | Quartas | Quartas | Semifinais | Semifinais | Final   | Final | Ref.  |
| Atleta        | Evento        | Tempo    | Pos.     | Tempo      | Pos.       | Tempo   | Pos.    | Tempo      | Pos.       | Tempo   | Pos.  | Ref.  |
| ------------- | ------------- | -------- | -------- | ---------- | ---------- | ------- | ------- | ---------- | ---------- | ------- | ----- | ----- |
| Dara Alizadeh | Skiff simples | 7:23.70  | 5 R      | 7:17.05    | 3 SE/F     | Bye     | Bye     | 7:33.38    | 1 FE       | 7:03.12 | 28    | [ 8 ] |

Legenda: FA = Final A (disputa de medalha); FB = Final B (sem disputa de medalha); FC = Final C (sem disputa de medalha); FD = Final D (sem disputa de medalha); FE = Final E (sem disputa de medalha); FF = Final F (sem disputa de medalha); SA/B = Semifinais A/B; SC/D = Semifinais C/D; SE/F = Semifinais E/F; QF = Quartas; R = Repescagem

### Triatlo
Individual
| Atleta       | Evento    | Tempo            | Tempo   | Tempo            | Tempo   | Tempo           | Tempo   | Pos. | Ref.   |
| Atleta       | Evento    | Natação (1,5 km) | Trans 1 | Ciclismo (40 km) | Trans 2 | Corrida (10 km) | Total   | Pos. | Ref.   |
| ------------ | --------- | ---------------- | ------- | ---------------- | ------- | --------------- | ------- | ---- | ------ |
| Tyler Smith  | Masculino | 21:39            | 0:55    | 54:16            | 0:27    | 34:42           | 1:51:59 | 48   | [ 9 ]  |
| Flora Duffy  | Feminino  | 22:05            | 0:56    | 58:44            | 0:28    | 33:59           | 1:56.12 | 5    | [ 10 ] |
| Erica Hawley | Feminino  | 24:05            | 0:58    | 1:00:37          | 0:31    | 36:44           | 2:02:55 | 41   | [ 11 ] |

### Vela
Eventos com regata da medalha
| Atleta              | Evento       | Regatas | Regatas | Regatas | Regatas | Regatas | Regatas | Regatas | Regatas | Regatas | Regatas | Regatas | Regatas | Regatas | Regatas | Regatas | Regatas | Pontos | Pos. | Ref.   |
| Atleta              | Evento       | 1       | 2       | 3       | 4       | 5       | 6       | 7       | 8       | 9       | 10      | 11      | 12      | 13      | 14      | 15      | M*      | Pontos | Pos. | Ref.   |
| ------------------- | ------------ | ------- | ------- | ------- | ------- | ------- | ------- | ------- | ------- | ------- | ------- | ------- | ------- | ------- | ------- | ------- | ------- | ------ | ---- | ------ |
| Adriana Penruddocke | Laser Radial | 14      | 35      | 26      | 35      | 15      | 23      | 44      | 36      | 42      | —       | —       | —       | —       | —       | —       | EL      | 226    | 36   | [ 12 ] |

M = Regata da medalha; EL = Eliminado(a) – não avançou para a regata da medalha